# 伊斯蘭教宿命論
伊斯蘭教宿命論，即伊斯蘭教預定論，是阿拉伯語裡的卡達爾（阿拉伯语：‎），是指伊斯蘭教裡神授命運的論述。宿命論（信前定）是六正信之一，其餘五個分別是信真主、信經典、信先知、信末日、信天使。「卡達爾」一詞在《古蘭經》裡亦有命令的意思。

## 概念
「卡達爾」是伊斯蘭教的一個信條。《古蘭經》的記載稱真主知曉天地萬物及大地上所有的災難，並稱這一切都在天經裡。在傳統上，伊斯蘭教相信《古蘭經》裡所指的天經就是受保護的天牌，真主所創造的萬物將會發生的事都被真主寫在這塊天牌上。
根據這個概念，穆斯林並不知道真主為他們定下的命運，他們必須要在人生裡作出選擇，因此他們不能以宿命作為藉口不去作出決定。大部分穆斯林都相信人類擁有自由意志，要對自己的所作所為負責。
《古蘭經》裡提到偽信者不相信伊斯蘭教的宿命論：
他們將喊叫信道的人們說：「難道我們與你們不是同道嗎？」他們說：「不然，你們自欺、觀望、懷疑正道，種種妄想，欺騙你們，直到真主的命令來臨，猾賊曾以真主的優容欺騙你們。——《古蘭經》 57:14
此外，《古蘭經》經文又提到，一些人行善而入天國，一些人作惡而入火獄。即使真主引導人們信道，仍有人會違背：
假若真主知道他們心中還有一點兒善意，必使他們能聽；縱雖使他們能聽，他們也還是要違背正道的。——《古蘭經》 8:23
你的主不致為部分人迷信而毀滅那些市鎮，而多數居民是善良的。假若你的主意欲，他必使眾人變成為－個民族。他們將繼續分歧，但你的主所憐憫的人除外。他為這件事而創造他們。你的主的判辭已確定了：我誓必以人類和精靈一起充滿火獄。——《古蘭經》 11:117-119
一則聖訓記載了穆罕默德論述「卡達爾」：
艾布·阿卜杜·拉赫曼據阿里傳述：在一次殯禮中，使者拿著一根木棍劃著地面說道：「你們中的任何人的位置無不被定好了，要麼進天園，要麼下火獄。」大家問道：「主的使者啊！既然一切都已經定好，為何我們不依賴被定好的？」使者回答說：「你們繼續工作吧，每一個人都會發覺它（工作）是容易的。」使者接著就念頌了以下的經文，即「至於賑濟貧民，敬畏安拉，且承認至善者，我將使他易於達到最易的結局。至於吝惜錢財，自謂無求，且否認至善者，我將使他易於達到最難的結局。」——《穆斯林聖訓實錄》

## 歷史
早期的穆斯林世界沒有時間及迫切性討論有關天意與自由意志之間的爭議。到七世紀初，穆斯林按照他們對《古蘭經》的不同解讀分成兩個不同的學派：賈卜里派及蓋德爾派。賈卜里派強調真主對任何人類行為的絕對權力；蓋德爾派則認為人類擁有自己的意志，並要為此而承擔責任。
直至阿拔斯王朝第五代哈里發哈倫‧拉希德統治期間開始受到希臘哲學的影響，人類擁有選擇自由的宿命論開始出現。到馬蒙繼位後，他進一步支持新學說及對抗傳統，不過這股自由思潮受到包括艾哈邁德·伊本·罕百里在內的學者的反對，形勢開始逆轉。
穆塔瓦基勒在847年登基，重走更傳統的路線。在這時，自由派被稱為穆爾太齊賴派，他們繼承了蓋德爾派的思想，並把希臘哲學的辨證方式導入伊斯蘭神學，認為真主在賦予人類擁有行動能力的同時也賦予了他們自行作出決定的能力。
另一個學派艾沙里派在約900年出現，他們質疑穆爾太齊賴派過度採用推理，譴責他們在宗教當中的創新，但他們並非完全站在穆爾太齊賴派的對立面，而是在賈卜里派與蓋德爾派之間尋求折衷。
艾沙里派在十一世紀於論戰當中取得勝利，成為遜尼派的正統學說。安薩里是艾沙里派的主要支持者，他對宿命論的看法是人類的心靈裡有天使和魔鬼兩面，導致人類會有好或不好的結局，但不論結局的好壞也不是人類的自由意志使然，而是受到真主的無形之手控制，走向預定的結局。

## 遜尼派的觀點
遜尼派視宿命論為信條之一。他們認為真主在事物出現或發生之前已把它們寫在天牌上，一個人的生平、富貧及行為都記錄在這塊天牌上。正如《古蘭經》所言：
我確已依定量而創造萬物。——《古蘭經》 54:49
遜尼派相信真主是無所不能，祂創造了萬物及宇宙，不僅決定了萬物的本質，還決定了它們的形態和功能。真主預知存在及將會存在的事物，它們都在真主的全權控制範圍內。
遜尼派神學家都認同真主是萬物的唯一創造主，不管它們的本質是好是壞。他們對於真主對萬物的權力、預見性及對人類行為的控制都達成了共識，又同意真主斷定了一個人的壽命，沒有人可以超出或減少真主指定的壽命。
不過，遜尼派不同的學派對真主是否賦予人類與生俱來擁有自主能力以決定自己的行為使他們受到獎勵和懲罰存有細微的分歧。罕百里派強調真主已預定一切，任何事物的發生都得到他的允許。沙斐儀派亦在宿命議題上重申真主的全知全能，但立場較罕百里派溫和。哈乃斐派亦認為人類的行動受真主主宰，但他們的罪惡並非出於真主的本意。

## 什葉派的觀點
與遜尼派不同，什葉派反對宿命論。他們不認為真主預定了人類歷史的發展進程。
宰德派強調伊瑪目的合法性要通過對抗不公而得到證明，宿命論接受事物固有態勢的說法不符合他們的主張。
在第十二任伊瑪目馬赫迪在841年隱遁後，十二伊瑪目派的神學家開始意識到宿命論，對本派系的神學來說是一個累贅。如果真主已經預定了穆罕默德的直系後裔領導穆斯林世界，那麼伊瑪目理應掌權。不過，事實上有許多伊瑪目死於獄中，遭到毒殺，意味著根本就沒有絕對的宿命。
謝里夫·穆爾塔扎等十二伊瑪目派的法學家認為真主對人類行為的控制和禁制是通過賞罰與天啟加以引導，而不是推理使然。假如推理邏輯就能使人類遵守義務，那麼人類行善便是必然，罪惡永遠不會出現。他又認為只有人類的行為有善惡之分，而他們的善惡是出於自由意志，災難不屬於罪惡。

## 引用
引自出版物
1. ↑  馬堅（1981年），第258、422页
2. ↑  Oppy（2015年），第118页
3. ↑  Sodiq（2010年），第104页
4. ↑  馬堅（1981年），第421页
5. ↑  馬堅（1981年），第133页
6. ↑  馬堅（1981年），第175页
7. ↑  al-Qushayrī & Siddiqui（2000年），第1393页
8. ↑  Leaman（2006年），第204页
9. 1 2  Patton（1900年），第129-144页
10. ↑  Rippin & Bernheimer（2001年），第74-75页
11. ↑  Reed Business Information（1980年），第215页
12. ↑  Hughes（2013年），第192页
13. ↑  Wolfson（2005年），第644页
14. 1 2 3  Meri（2005年），第638页
15. ↑  馬堅（1981年），第412页
16. ↑  Al-Bar & Chamsi-Pasha（2015年），第32页
17. ↑  Ahmed（1992年），第80-81页
18. ↑  Hourani，Hourani & Ruthven（2002年），第67页
19. ↑  Nestorović（2016年），第103页
20. 1 2 3  Rippin（2013年），第189页
21. ↑  Sachedina（1998年），第143页

引自在線資料
1. ↑  . Mission Islam.   [3 October 2016]. （原始内容存档于2020-11-12） （英语）.
2. ↑  . Quranic Arabic Corpus.   [3 October 2016]. （原始内容存档于2020-09-27） （英语）.

## 外部連結
- （英文） 卡達爾的概念 القضاء و القدر